# کاساندرا کلر
جودث روملت (انگلیسی: Judith Rumelt؛ متولد ۲۷ ژوئیهٔ ۱۹۷۳) که بیشتر با نام ادبی‌اش کاساندرا کلر (انگلیسی: Cassandra Clare) شناخته می‌شود یک نویسنده اهل ایالات متحده آمریکا است که داستان‌هایش را در سبک تخیلی نوجوانان و جوانان می‌نویسد. مشهورترین اثر او مجموعهٔ «عوامل فانی» است که از زمان عرضه به عناوین پرفروش تبدیل شد و هم‌اکنون برای نخستین بار به زبان پارسی در حال ترجمه می‌باشد.

## مطالب

### زندگی شخصی
کلر در تهران، ایران، در خانواده‌ای آمریکایی به دنیا آمد. والدین او ریچارد روملت که نویسنده و مادرش الیزابت روملت مدرس رشتهٔ تجارت می‌باشد. پدربزرگ مادری او مکس روزنبرگ تهیه کننده‌ی فیلم است.
در هنگام کودکی بالاجبار به‌طور همیشگی در سفر بود، زمان کودکی‌اش در سفر بین سوئیس، انگلیس و فرانسه گذشت. هنگامی که دبیرستانی بود در لس‌آنجلس زندگی می‌کردند و از آن زمان به بعد در حال رفت و برگشت به کالیفرنیا و نیویورک زندگی می‌کرد، و در عین حال برای مجلات و روزنامه‌ها به صورت چکیده مقاله می‌فرستاد؛ که یکی از آن‌ها هالیوودریپورتر بود.
وقتی در لس آنجلس زندگی می‌کردند شروع به نوشتن داستان‌های فن فیکشن با نام مستعار کاساندرا کلیره (انگلیسی: Cassandra Claire) تحت عنوان «سه گانهٔ دراکو» بر اساس هری پاتر، و عنوان «خاطرات خیلی محرمانه» بر اساس ارباب حلقه‌ها و محبوبیت هم داشت. هرچند زمان کوتاهی بعد از انتشار اولین کتابش «شهر استخوان‌ها» با نام «کاساندرا کلر» (انگلیسی: Cassandra Clare) همهٔ فن فیکشن‌هایش را از روی اینترنت حذف کرد.
او با نویسندهٔ هم سبک دیگری به نام هالی بلک (انگلیسی: Holly Black) همکاری دوستانه‌ای دارد به طوری که کتاب‌هایشان هرازگاهی اشاره به یکدیگر دارند، به‌طوری که کلر به اشخاصی از رمان‌های بلک می‌کند و او نیز به همین منوال، مثل اشاره‌ای که به شخصیت‌های Val و Luis از کتاب دلاور (انگلیسی: Valiant) اثر بلک کرده‌است.
ناشر او همچنین به خاطر خلق «مباحثات شهر فرشتگان منزول» از او تقدیر کرده بود، که کاری که کرده بود این بود که یک نامهٔ عاشقانه از زبان یکی از شخصیت‌های محوری داستان به عشقش به صورت نامهٔ واقعی زیر جلد پشتی نسخهٔ فیزیکی کتاب، درست بعد از آخرین صفحه لای جلد، در تمام تیراژ قرار داده بود تا خوانندگان را غافلگیر کند؛ که باعث جذب خریداران بیشتر می‌شود.
او هم‌اکنون در امهرست ماساچوست با همسرش جاشوا لوئیس و سه تا گربه‌شان سکونت دارد.